# Gérard Voulouzan
 (mars 2013).
Si vous disposez d'ouvrages ou d'articles de référence ou si vous connaissez des sites web de qualité traitant du thème abordé ici, merci de compléter l'article en donnant les références utiles à sa vérifiabilité et en les liant à la section « Notes et références ».
Gérard Voulouzan est un peintre français né à Saint-Étienne (Loire) le 20 juin 1944 et mort le 31 décembre 2020 à Saint-Priest-en-Jarez.
Il travaille la peinture à l’huile avec une truelle de maçon pour obtenir des effets de matière dans lesquels  entrent une grande part de spontanéité et de hasard. Toujours, la peinture de Voulouzan cherche à créer une émotion.
Ses œuvres sont exposées dans 14 musées français et 5 musées étrangers[réf. nécessaire].

## Biographie
Né Gérard Perroton, il adopte comme nom de peintre le nom de jeune fille de sa mère en 1965 car l'un de ses frères, déjà peintre, signe du nom paternel.
Si Saint-Étienne, sa ville natale, l'a influencé au début, représentant les puits de mines, les manifestations ouvrières défilant dans les rues… la découverte de la Provence a modifié sa palette par les couleurs chatoyantes du Midi, les villages sous le soleil tel Eygalières ou les marchés.
Plus tard, c’est la mer du Nord, Amsterdam et Ostende qui l’inspirent. Grand admirateur de la peinture flamande, il se devait de visiter ces villes du Nord : Amsterdam et ses canaux sous la neige, Ostende sous la pluie, la mer du Nord et son atmosphère pleine de gris différents, comme ces scènes de cabarets qui se transforment en scènes de nus. Des nus tragiques, bien rendus par cette technique de peindre avec une truelle qui donne toute la violence au sujet.
Le Catalogue raisonné personnel de l'artiste indiquait au 31 décembre 2007 : 1622 peintures à l’huile et 563 peintures à la gouache. Ses peintures ont été présentées dans 99 expositions depuis 40 ans.
En 1969 rencontre avec l'artiste stéphanois Bobichon, "peintre-imagier", avec qui il entretiendra une amitié jusqu'à la mort de ce dernier en 1985.
En 1982 il rencontre le peintre lyonnais Jean Couty lui rend de nombreuses visites.
1983 début d'une correspondance avec le peintre Jean Hélion.
1989 rencontre à Paris du peintre Jean Piaubert et début d'une correspondance avec lui.
En 1990 il exécute sur un mur à l'angle de la rue des aciéries et de la rue Barroin à Saint-Étienne, une fresque intitulée "c'était hier ici", cette fresque n'existe plus car la maison qui l'a portait a été détruite. Au même emplacement se trouve ensuite une œuvre de l'artiste stéphanois Didier Chamizo intitulé Planète foot.
1991 rencontre avec le peintre Raymond Guerrier, grande amitié avec celui-ci et sa femme Francesca jusqu'à leur mort.
Léo Ferré lui écrit cette dédicace: "Pour Gérard Perroton Voulouzan : que ta peinture n'ait jamais ni Dieu ni maître, mais qu'elle soit toi. Léo Ferré"

## Expositions

### Musées hors France
- Suisse: Katzen Museum de Riehen, une toile (trois chats sur un toit)
- Belgique: Houdeng-Aimeries, une toile (le puits Couriot)
- Espagne: Toredembara, une toile, (le puits gallois à Villars)
- Bolivie: La Paz, une toile ( Pierre à l'accordéon)

### Musées en France
- Paris, Musée Montmartre, une toile en 1984 (La rue Tholozé)
- Annonay, Musée César Filhol en 1974, deux toiles (Le pont de Valgelas et le Monestier en Vocance)
- Valence, Musée des Beaux Arts en 1982, une toile (Paysage de la Drôme en hiver)
- Rambouillet, Musée Rambolitrain en 1982, une toile (les trains jouets)
- Mulhouse, Musée des Techniques en 1982, locomotive Pacific 231 K
- Denain, Musée Municipal, une toile en 1982 (Saint-Étienne puits Couriot)
- Tournon, Musée du Château de Tournon, en 1983 deux toiles (Vue du château de Tournon et Paysage de l'Ardèche)
- Cassis, Musée Municipal, en 1984 une toile (Vue de Cassis)
- Saint-Rémy de Provence, Musée des Alpilles une toile en 1985 (Saint-Paul de Mausole)
- Pézenas, Musée Vulliol, Saint-Germain une toile en 1991 (Pézenas vue du jardin public)
- Sète, Musée Paul Valéry, une toile en 1991 (Pêcheurs dans le port de Sète)

### Musées sur Saint-Étienne et sa région
- Boën, musée du Château de Böen, une toile (paysage de neige)
- Grand'Croix, médiathèque, une toile (paysage du Pilat)
- Saint-Bonnet-les-Oules, Écomusée de la ferme Forezienne, deux tableaux (Faire la gerbe et Faire le gerbier)
- Saint-Chamond, mairie, deux toiles (Le marché en Provence et un paysage)
- Saint-Étienne
  - Hôtel-de-Ville, deux tableaux (un nu et un paysage de neige)
  - Musée du vieux Saint-Étienne, deux tableaux (La rue Jean François Gonon et La rue Tarentaize)
  - Musée de la Mine, un tableau (Le Puits de la mine aux mineurs)
- Saint-Galmier, mairie, une toile (Montmartre sous la neige)
- Villars
  - Musée de la mine Jean-Marie Somet, deux tableaux (La sortie des mineurs et le puits des combes)
  - mairie: Les perroquets
  - réfectoire du groupe scolaire Jean Ravon: Port de plaisance